# The Automobile Thieves

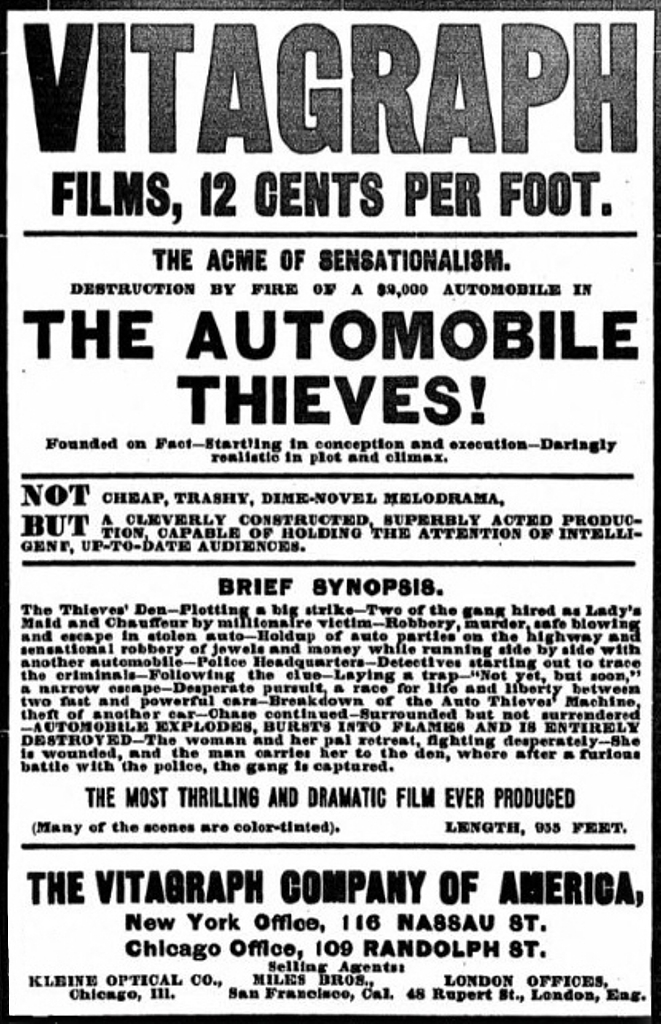
Publicitat de la pel·lícula apareguda al New York Clipper

The Automovile Thieves és una pel·lícula muda de la Vitagraph dirigida per James Stuart Blackton i protagonitzada per ell mateix en el paper de lladre. Algunes fonts indiquen que Florence Lawrence feu el seu debut en aquesta pel·lícula, aspecte que ha estat contradit per altres fonts que asseguren haver visualitzat la pel·lícula. Es va estrenar el 10 de novembre del 1906. La publicitat en destacava que la pel·lícula era molt realista i que s'havia destruït de veritat un vehicle de 2.000 dòlars. La UCLA Film and Television Archive guarda una còpia de la pel·lícula.

## Argument
Una banda planeja un gran robatori a casa un milionari i per això ella es fa contractar com a donzella i ell com a xofer. El robatori acaba amb un assassinat i els dos lladres fugen en un cotxe robat amb el diner i les joies. Els detectius comencen a rastrejar el criminals i gràcies a les pistes trobades preparen una trampa de la que escapen. Es produeix una persecució automobilística. El cotxe dels lladres s'espatlla però en roben un altre. Ja rodejats, el cotxe acaba explotant i destruït entre flames. La parella fuig desesperadament i ella acaba ferida. L'home se l'emporta a l'amagatall on després d'una lluita són capturats.

## Repartiment
- James Stuart Blackton (el lladre)
- Florence Lawrence (la seva companya)